# Speranță
O speranță sau nădejde este o credință emoțională într-un rezultat pozitiv al evenimentelor și împrejurărilor din viața a unui om. Speranța a fost personificată în mitologia greacă ca Elpis, și în cea romană ca Spes. 